# Peter Lax (politik)
Peter Lax (21. srpna 1824 Reichenau – 17. června 1893 Reichenau) byl rakouský politik německé národnosti, v 2. polovině 19. století poslanec Říšské rady z Korutan.

## Biografie
Působil jako statkář v korutanském Reichenau.
Byl aktivní i politicky. Zasedal coby poslanec Korutanského zemského sněmu. Působil i jako poslanec Říšské rady (celostátního parlamentu Předlitavska), kam nastoupil ve volbách roku 1879 za kurii venkovských obcí v Korutanech, obvod Klagenfurt, Völkermarkt atd. Do vídeňského parlamentu se vrátil v doplňovacích volbách roku 1887, poté co rezignoval na mandát Felix Pino z Friedenthalu. Nastoupil 24. března 1887. Ve volebním období 1879–1885 se uvádí jako Peter Lax, majitel nemovitostí, bytem Reichenau.
Patřil mezi ústavověrné poslance. V listopadu 1881 usedl do nově vzniklého poslaneckého klubu Sjednocené levice, do kterého se spojilo několik ústavověrných politických proudů. V rámci korutanských ústavověrných reprezentoval zájmy rolníků. V roce 1890 se uvádí jako člen klubu Sjednocená německá levice.
Zemřel v červnu 1893.